# آلیس لیک
آلیس لیک (انگلیسی: Alice Lake؛ ‏ ۱۲ سپتامبر ۱۸۹۵ – ۱۵ نوامبر ۱۹۶۷) بازیگر اهل ایالات متحده آمریکا بود.
از فیلم‌هایی که وی در آن نقش داشته‌است، می‌توان به قاچاقچیان ویسکی، کمپینگ در هوای آزاد، پادوی هتل، یک عشق‌وعاشقی بی‌نتیجه، مجلس رقص خدمتکاران، تعصب و رومئوی بی‌پروا زیر اشاره کرد.